# Condado de Cottonwood
O Condado de Cottonwood é um dos 87 condados do estado americano do Minnesota. A sede do condado é Windom, e sua maior cidade é Windom.
O condado possui uma área de 1 681 km² (dos quais 23 km² estão cobertos por água), uma população de 12 167 habitantes, e uma densidade populacional de 7 hab/km² (segundo o censo nacional de 2000). O condado foi fundado em 1857.